# Полиномиална функция
Полиномиална функция в математиката е функция получена при изчисление стойността на даден полином. Ако {\displaystyle K} е комутативен пръстен с единица, то с {\displaystyle K[x_{1},x_{2},...,x_{n}]} бележим пръстена на полиномиалните функциите от n променливи с коефициенти от {\displaystyle K}. Най-често за {\displaystyle K} се взема {\displaystyle \mathbb {Q} }, {\displaystyle \mathbb {R} } или {\displaystyle \mathbb {C} .} Ако функцията {\displaystyle f\in K[x_{1},x_{2},...,x_{n}]}, то най-общият ѝ вид е:
{\displaystyle f=f(x_{1},x_{2},...,x_{n})=\sum _{i_{1},i_{2},...,i_{n}}a_{i_{1}...i_{n}}x_{1}^{i_{1}}x_{2}^{i_{2}}...x_{n}^{i_{n}}}, където {\displaystyle a_{i_{1}...i_{n}}\in K}.
Класът на полиномиалните функции е един от най-известните представители на класа на гладките функции.